# Сад Валерій Валер'янович
Валерій Валер'янович Сад (нар. 18 грудня 1998, Кузнецовськ, Рівненська область, Україна) — український футболіст, півзахисник футбольного клубу «Інгулець».

## Життєпис

### Кар'єра гравця

#### Початок
Вихованець футбольної академії «Скала» (Стрий). У чемпіонаті України (ДЮФЛ) виступав саме, за стрийську команду — 50 матчів, 7 голів. Влітку 2017 року підписав контракт із головною командою, проте до цього вже тривалий час виступав за юнацький колектив в Українській Прем'єр-лізі. Дебютував за основний склад 15 липня того ж року в матчі другої ліги проти ФК «Тернополя».
Всього за «Скалу» провів більше 30-ти матчів в УПЛ (U-19) та більше 20-ти у другій лізі України. Також в сезоні 2016/17 був в оренді в словацькому клубі, який був представлений в другому за рівнем дивізіоні: «Партизан» (Бардіїв). В цій команді Валерій виступав за молодіжний склад, а із основою переважно проводив спільні тренування (два заявлених матча, з яких один раз вийшов на заміну).

#### Продовження
У липні 2018 року підписав контракт із «Вересом» (Рівне), за який дебютував 18 липня того ж року в матчі кубка України проти ФК «Минай», а 22 липня вперше зіграв у чемпіонаті проти хмельницького «Поділля». За рівненський клуб виступав до завершення 2019 року та провів за них 41 офіційну гру у всіх турнірах.
На початку березня 2020 року підписав контракт з чернівецьким футбольним клубом «Буковина», проте вже в червні став гравцем клубу «Волинь» (Луцьк). Дебютував у новій команді 4 липня у грі з кременчуцьким «Кременем», вийшовши на поле в основному складі, а вже 15 липня того ж року в матчі проти команди «Балкани» відзначився дебютним голом.
Із  жовтня того ж року і до літнього міжсезоння був гравцем клубу: «Прикарпаття» (Івано-Франківськ), а вже у липні знову розпочав виступати за луцьку команду. Перед стартом сезону 2022/23 підписав контракт з клубом «Металург» (Запоріжжя). З лютого 2024 року гравець клубу «Інгулець».

### Цікаві факти
- По завершенню 2018/19 сезону за версією Sportarena.com[11] увійшов до списку найперспективніших гравців ПФЛ[12].

## Досягнення
- Переможець Першої ліги України: 2023/24
- Бронзовий призер Другої ліги України: 2019/20

## Статистика
Станом на 15 квітня 2025 року
| Сезон     | Команда                          | Чемпіонат              | Чемпіонат | Чемпіонат | Кубок | Кубок | Кубок |
| Сезон     | Команда                          | Змаг.                  | Матчі     | Голи      | Змаг. | Матчі | Голи  |
| --------- | -------------------------------- | ---------------------- | --------- | --------- | ----- | ----- | ----- |
| 2015—2016 | «Скала» (Стрий)                  | Прем'єр-ліга (U-19)    | 18        | 0         | —     | —     | —     |
| 2016—2017 | «Скала» (Стрий)                  | Прем'єр-ліга (U-19)    | 15        | 1         | —     | —     | —     |
| 2017—2018 | «Скала» (Стрий)                  | Друга ліга             | 26        | 4         | —     | —     | —     |
| 2018—2019 | «Верес» (Рівне)                  | Друга ліга             | 23        | 0         | КУ    | 1     | 0     |
| 2019—2020 | «Верес» (Рівне)                  | Друга ліга             | 17        | 0         | КУ    | 0     | 0     |
| 2019—2020 | «Волинь» (Луцьк)                 | Перша ліга             | 9         | 2         | —     | —     | —     |
| 2020—2021 | «Прикарпаття» (Івано-Франківськ) | Перша ліга             | 6         | 0         | —     | —     | —     |
| 2021—2022 | «Волинь» (Луцьк)                 | Перша ліга             | 11        | 1         | КУ    | 2     | 0     |
| 2022—2023 | «Металург» (Запоріжжя)           | Перша ліга             | 20        | 4         | —     | —     | —     |
| 2022—2023 | «Металург» (Запоріжжя)           | Прем'єр-ліга (Плей-оф) | 2         | 1         | —     | —     | —     |
| 2023—2024 | «Металург» (Запоріжжя)           | Перша ліга             | 18        | 6         | КУ    | 1     | 0     |
| 2023—2024 | «Інгулець» (Петрове)             | Перша ліга             | 10        | 2         | —     | —     | —     |
| 2024—2025 | «Інгулець» (Петрове)             | Прем'єр-ліга           | 20        | 0         | КУ    | 1     | 0     |